# Allenrolfea patagonica

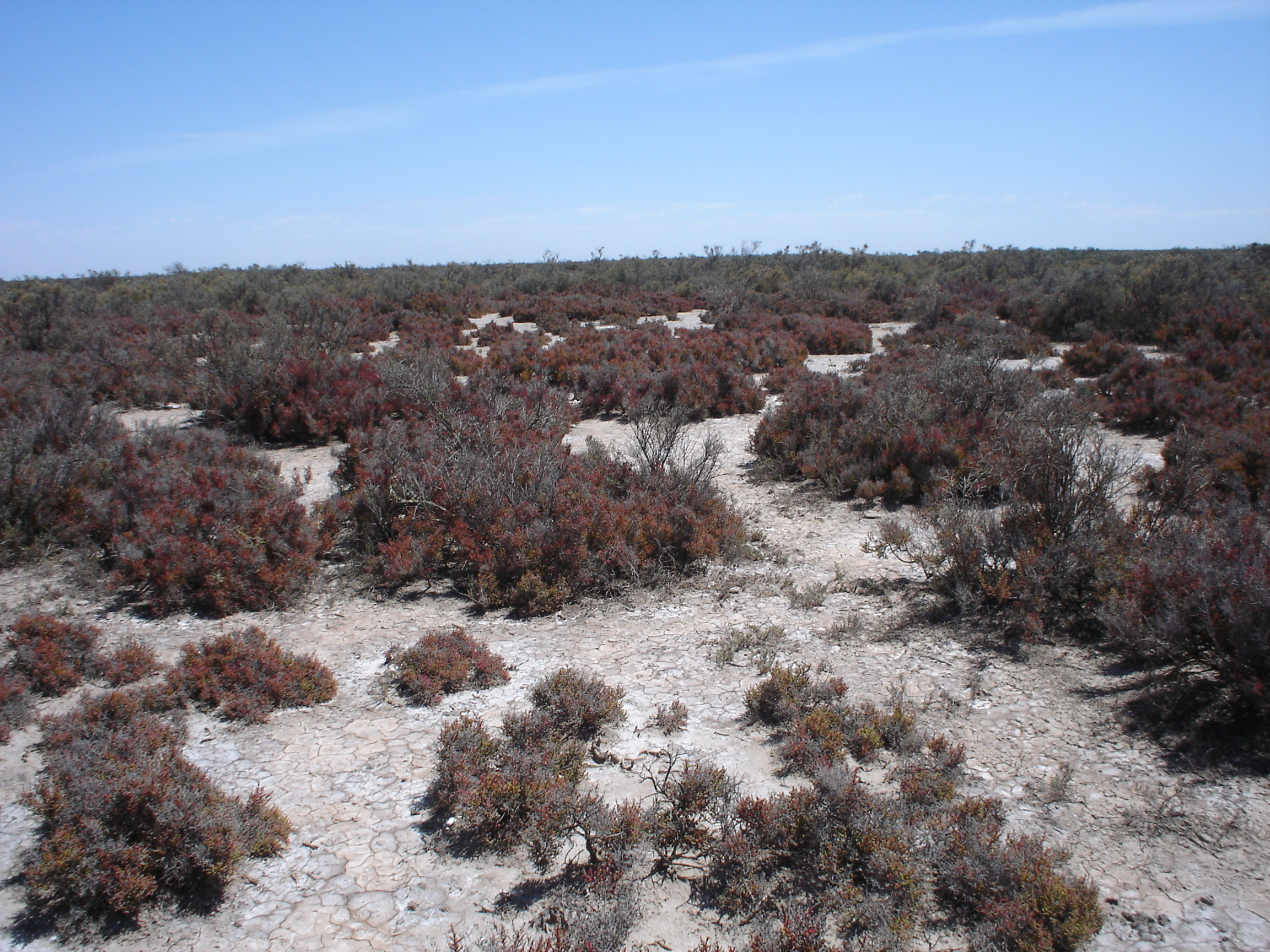
El jume constituye la principal cobertura vegetal en el Salitral de la Vidriera, Buenos Aires.

Allenrolfea patagonica, el jume, jumecito, jume negro es una especie de arbusto de la familia Amaranthaceae, endémica del norte de Argentina donde crece en los ecosistemas del monte, en suelo arenoso, con frecuencia salitroso, hasta alcalinos.

## Descripción
Es un subarbusto ramoso de hasta 12 dm de altura, verdoso oscuro; de tallo leñoso, ramas alternas, arqueadas. Hojas diminutas, piramidales, glabras, carnosas, soldadas al tallo y persistentes. Inflorescencias cilíndricas, de hasta 5 cm de largo.

## Ecología
Su hábitat son suelos salados. Al igual que otros jumes, se la suele encontrar en las partes altas delintermareal arcilloso en zonas de marismas, inundables.

## Taxonomía
Allenrolfea patagonica fue descrita por (Moq.) Kuntze y publicado en Revisio Generum Plantarum 2: 545. 1891.
Etimología
El nombre del género fue otorgado en honor del botánico inglés Robert Allen Rolfe.
patagonica: epíteto geográfico que se refiere a su localización en Patagonia.
Sinonimia
- Halopeplis patagonica
- Halostachys patagonica basónimo
- Spirostachys patagonica[5][6]